# Blanford-Ratte
Die Blanford-Ratte (Madromys blanfordi) ist eine Nagetierart, die systematisch als Teil der Millardia-Gruppe der Altweltmäuse (Murinae) eingeordnet werden.
Blanford-Ratten erreichen eine Kopfrumpflänge von rund 11 Zentimetern, hinzu kommt ein rund 16 Zentimeter langer Schwanz. Ihr Fell ist an der Oberseite grau und an der Unterseite weißlich, der dunkle Schwanz wird zur Spitze hin ebenfalls weiß.
Diese Nagetiere leben im mittleren und südlichen Indien sowie auf Sri Lanka. Ihr Lebensraum sind sowohl trockene als auch feuchte Wälder. Sie sind nachtaktive Bodenbewohner, die gut graben können und tagsüber in Felsspalten, Baumhöhlen oder selbst gegrabenen Bauen ruhen.
Die Spezies gilt als weit verbreitet, sie ist laut IUCN nicht gefährdet.